# Moviment per la Democràcia (Cap Verd)
El Moviment per a la Democràcia (MpD), és un partit polític de caràcter liberal de Cap Verd. Va estar en el poder entre 1991 i 2001 i va retornar el poder després de les eleccions legislatives de Cap Verd de 2016. Els seus membres són anomenats os ventoinhas.

## Ideologia i suport
El MPD és un partit de centre-dreta, que afavoreix el lliure comerç, una política econòmica oberta, i una major cooperació amb organitzacions internacionals com l'OMC.
Mentre que el MPD té el seu major suport les illes de Barlavento, s'ha guanyat un suport creixent a les ciutats secundàries de les illes de Sotavento, com Mosteiros, Calheta, Assomada i Tarrafal.

## Història
El MpD va ser creat el 14 de març de 1990 per Carlos Veiga després que el primer ministre Pedro Pires autoritzés la seva legalització. i la seva primera convenció es va celebrar al novembre de 1990.
A les eleccions parlamentàries de gener de 1991, les primeres eleccions multipartidistes després de la fi del sistema de partit únic a Cap Verd que va impulsar el Partit Africà per la Independència de Cap Verd, el MpD van obtenir 56 dels 79 escons a l' Assemblea Nacional. A les eleccions presidencials del mes següent el candidat del MpD Antonio Mascarenhas Monteiro va derrotar l'aleshores president Aristides Pereira del PAICV. En aquest període de transició, el MpD va participar en la supressió de l'article 4 de la Constitució de Cap Verd 1980, que va codificar el sistema de partit únic. El MPD també va ajudar a establir un calendari per al període de transició.
Després de la segona convenció del MpD en gener de 1993 es va produir una divisió dins del partit, i es formaren dos grups, les Llistes A i B. Una escissió de 1994 va portar a la creació del Partit de Convergència Democràtica. Malgrat haver perdut sis escons, el partit va mantenir la seva majoria parlamentària a les eleccions de 1995, mentre que Monteiro reelegit sense oposició a les eleccions presidencials l'any següent.
A les eleccions parlamentàries de gener de 2001 el partit va perdre uns altres 20 escons, i fou derrotat pel PAICV. A les eleccions presidencials de febrer de 2001 el MpD va nomenar Veiga com a candidat, però fou derrotat pel candidat del PAICV, Pires, per només 12 vots en la segona volta.
A les eleccions parlamentàries de 2006 el partit va perdre un altre escó i fou reduït a 29 escons. Veiga fou derrotat novament per Pires a les eleccions presidencials de finals d'any.
Malgrat obtenir tres escons a les eleccions parlamentàries de 2011, el MpD es va mantenir a l'oposició. Tanmateix, a les eleccions presidencials al mateix any, el candidat del MpD Jorge Carlos Fonseca va derrotar el candidat del PAICV Manuel Inocêncio Sousa per 54–46%.

## Resultats electorals

### Presidencials
| Any  | Candidat                     | Vots     | %        | Vots     | %        | Resultat |
| Any  | Candidat                     | 1a volta | 1a volta | 2a volta | 2a volta | Resultat |
| ---- | ---------------------------- | -------- | -------- | -------- | -------- | -------- |
| 1991 | António Mascarenhas Monteiro | 70,623   | 73.4%    | -        | -        | Electe   |
| 1996 | António Mascarenhas Monteiro | 81,821   | 92.1%    | -        | -        | Electe   |
| 2001 | Carlos Veiga                 | 60,719   | 45.8%    | 75,815   | 50.0%    | Derrota  |
| 2006 | Carlos Veiga                 | 83,241   | 49.0%    | -        | -        | Derrota  |
| 2011 | Jorge Carlos Fonseca         | 60,887   | 37.8%    | 97,735   | 54.3%    | Electe   |
| 2016 | Jorge Carlos Fonseca         | 93,010   | 74.08%   | -        | -        | Electe   |
| 2021 | Carlos Veiga                 | 78,603   | 42.39%   | -        | -        | Derrota  |

### Assemblea Nacional
| Any  | Lider                   | Vots    | %     | Escons  | +/– | Pos. | Govern       |
| ---- | ----------------------- | ------- | ----- | ------- | --- | ---- | ------------ |
| 1991 | Carlos Veiga            | 78,454  | 66.4% | 56 / 79 | 56  | 1r   | Supermajoria |
| 1995 | Carlos Veiga            | 93,249  | 61.3% | 50 / 72 | 6   | = 1r | Supermajoria |
| 2001 | Carlos Veiga            | 55,586  | 40.5% | 30 / 72 | 20  | 2n   | Oposició     |
| 2006 | Carlos Veiga            | 74,909  | 44.0% | 29 / 72 | 1   | = 2n | Oposició     |
| 2011 | Carlos Veiga            | 94,674  | 42.3% | 32 / 72 | 3   | = 2n | Oposició     |
| 2016 | Ulisses Correia e Silva | 122,881 | 54.5% | 40 / 72 | 8   | 1r   | Majoria      |
| 2021 | Ulisses Correia e Silva | 109,388 | 48.8% | 38 / 72 | 2   | = 1r | Majoria      |